# Società Sportiva Lazio Calcio Femminile Lubiam 1980
Questa voce raccoglie le informazioni riguardanti la Società Sportiva Lazio Calcio Femminile Lubiam nelle competizioni ufficiali della stagione 1980.

## Rosa
Rosa aggiornata alla fine della stagione.
| N. |                      | Ruolo | Calciatrice        |
| -- | -------------------- | ----- | ------------------ |
| 9  | Danimarca (bandiera) | A     | Susanne Augustesen |
| 7  | Italia (bandiera)    | C     | Elena Biondi       |
| 1  | Italia (bandiera)    | P     | Patrizia Carocci   |
|    | Italia (bandiera)    | A     | Maurizia Ciceri    |
| 11 | Italia (bandiera)    | A     | Antonella Del Rio  |
|    | Italia (bandiera)    | C     | Feriana Ferraguzzi |
| 5  | Italia (bandiera)    | D     | Maura Furlotti     |
| 8  | Italia (bandiera)    | C     | Nazzarena Grilli   |

| N. |                    | Ruolo | Calciatrice           |
| -- | ------------------ | ----- | --------------------- |
| 4  | Italia (bandiera)  | D     | Ornella Montesi       |
|    | Italia (bandiera)  | C     | Maria Paola Musici    |
| 10 | Irlanda (bandiera) | C     | Anne O'Brien          |
| 6  | Italia (bandiera)  | D     | Rosa Rocca (capitano) |
| 1  | Italia (bandiera)  | P     | Eva Russo             |
|    | Italia (bandiera)  | D     | Silvia Silvaggi       |
| 2  | Italia (bandiera)  | D     | Catia Silvestri       |
| 3  | Italia (bandiera)  | D     | Maria Sossella        |